# 北出菜奈
北出 菜奈（きたで なな、1987年5月2日 - ）は、日本の女性歌手。北海道札幌市出身。身長160cm。血液型はO型。

## 概要
幼い頃から歌手志望で、3歳の頃からピアノを習っていたが、その後、独学でギターの練習も始めた。オーディション時のデモテープを西川進が聴いて「感情直結型の個性的な歌い方。正直言ってぶっとんだ。コイツはただものではない」と絶賛、彼のプロデュースでソニーからのデビューが決まった。また、デビューから全ての曲の作詞を自分で行なっている。2005年（香港）、2006年（アメリカ）、2007年（フランス）、2008年（ドイツ）と、連続して海外のイベントに出演した。2009年以降は自身が志向するニュー・ウェイヴ、オルタナティヴ・ロック、ノイズミュージックといった音楽を表現すべくバンド活動を開始し、2011年にはヨーロッパツアーを行っている。ロックバンド『THE TEENAGE KISSERS』を経て、2016年ソロ活動を再開。

## 来歴

### ソロシンガー時代
2002年
- 2月、約13年ぶりに行われたソニーの人材発掘型オーディション「Sony Music Audition」（2001年 - 2002年）のデモテープ審査を通過し、応募総数3万7319人の中から札幌地区代表に選ばれる[1]。
- 地元の中学校に通いながら、上京して東京でのレッスンを受ける日々を送る。

2003年
- 春、中学卒業と同時に単身上京。
- 10月29日 - 1st single 『消せない罪』[注 1]で歌手デビュー。R&B、ヒップホップなどの攻勢に押され気味だったロック界にとって、現役女子高生のロック歌手のデビューは異例のことであった。
- 11月1日 - 「ポップジャム」でテレビ番組に初出演。『消せない罪』を歌唱。

2004年
- 2月13日 - 第1回 北出菜奈のオールナイトニッポンRが放送される。
- 7月2日 - ラジオ番組「北出菜奈の今、何処?」で初のレギュラー番組を持つ。
- 7月25日 - 初の全国インストアツアーが同年8月15日まで行われる[注 2]。

2005年
- 8月1日 - 「香港コミックス・フェスティバル2005」に日本人として初出場。
- 8月24日 - 1st album 『18 -eighteen-』をリリース。
- 9月2日 - 第2回 北出菜奈のオールナイトニッポンRが放送される。
- 9月7日 - SHIBUYA-AXで行われた「Nana Kitade Live Showcase"18-eighteen-"」にて初のワンマンライブを行う。
- 12月7日 - 『NANA KITADE -18MOVIES-』で初のDVD作品をリリース。
- 12月12日 - 「CUTiE」で初の雑誌連載を開始。

2006年
- 4月20日 - TV番組「HOT WAVE」で初の準レギュラー。
- 7月11日 - 1stアルバム「18-eighteen-」で全米デビューを果たす。
- 8月5日 - 日本アニメのショーケースイベント「OTAKON2006」に出場。その一環として全米ツアーを敢行[3]。
- 12月6日 - 2nd album 『I scream』をリリース。
- 12月29日 - ラジオ番組「北出菜奈の今、何処?」が最終回を迎える。

2007年
- 7月6日 - 7月8日 - パリで開催されたJapan Expoにゲスト出演。
- 11月14日 - 初のベスト・アルバム『Berry Berry SINGLES』をリリース。

2008年
- 3月26日 - Ruby Gloom名義で『サイレン』をリリース。
- 7月 - ドイツ・ボンで行われた『Animagic』にゲストライブ出演。

2009年
- 3月11日 - 3rd album『Bondage』をリリース。北出菜奈ソロ名義での最後のリリースとなる。
- 6月2日 - しばらくの間、音楽活動停止となることが公式HPで発表された[4]。

### バンド活動開始 - Loveless
2009年
- 9月7日 - バンド『Loveless』ギターTAIZO と活動することをファンに向けて発表。
- 10月7日 - 復活ライブを行う。
- 10月11日 - Loveless公式HPにて、SME Recordsとの契約終了を発表。

2011年
- 4月 - Lovelessでヨーロッパツアーを行う。イギリス、フランス、ドイツ、スペイン、オランダ、ポーランド、オーストリア、ハンガリー、クロアチア、モロッコで計16公演のヨーロッパツアーを行う。
- 6月10日 - Lovelessの1stミニ・アルバム『愛とHate』を海外でのみリリース。

2012年
- 8月 - 小説家の嶽本野ばらと結成したエレクトロニカ・ノイズ・ユニット『ななのば』（NANANOVA）が初ライブを行う（DJ&Vo：北出、g：嶽本）。
- 12月24日 - オルタナティヴ・ロック・バンド『THE TEENAGE KISSERS』（Vo：北出菜奈）を結成し、都内ライブハウスで初ライブを行う。
- 12月28日 - Lovelessの解散を発表。

### バンド - THE TEENAGE KISSERS
2013年
- 9月20日 - THE TEENAGE KISSERSの公式HPで「BLACK SKINNY BIRD」のMVが公開される。なお、このMVはMTVのEXCLUSIVE VIDEOにも選ばれた。
- 10月16日 - デビュー・ミニ・アルバム『PERFECTLY DIRTY』（CD＋DVD）がメディアファクトリーからリリースされる。また、iTunes Store、Spotify、KKBOX、Amazon MP3などを通じて10月30日からこのアルバムが全世界で配信されることも発表された[5]。
- 11月10日 - CDリリースを記念した、初のワンマンライヴ『Needle』を渋谷のライヴハウスで行う。なお、この日のステージでは北出菜奈が久々にギターを持って演奏も行った。

2014年
- 6月6日 - アルバム『VIRGIN FIELD』から先行シングルとして『I Love You And Kiss Me』をiTunes限定で配信開始し、オルタナティヴランキング6位を記録する。なお、この楽曲は6月7日からTBS系テレビ『ランク王国』の6・7月度エンディングテーマとしても放送されることになった。
- 7月9日 - 1stフルアルバム『VIRGIN FIELD』がリリースされる[注 3][6]。また同日より全世界での配信もスタート。なお、7月2日から日本のiTunes限定でアルバムが先行配信されており、オルタナティヴランキング5位を記録している。
- 7月12日 - 渋谷クラブサーキット『TOKYO BOOTLEG CIRCUIT'14』を皮切りに初の全国ツアー『RIPE TOMATO TOUOR 2014』がスタートする。
- 7月14日 - アーティスト密着型TV音楽番組『未来定番曲〜Future Standard〜Push!』（8局ネット）に、バンドの舞台裏が全3回に渡り番組で特集されることになる。
- 7月16日 - J-WAVE『TOKYO REAL-EYES』（DJ藤田琢己）主催の『LIVE SUPERNOVA Vol.94』に出演する。
- 8月 - ツアー中の北出菜奈に、カート・コバーンの妻・コートニー・ラブから「日本に立ち寄ったので遊びに行こう」と突然連絡が入り、ツアー先から急きょ帰京し、都内でショッピングなどを楽しむ。二人で「ガスマスク」を買いに行ったとの噂がある。
- 9月20日 - アルバム『VIRGIN FIELD』リリースツアーファイナルとなるワンマンライヴが渋谷O-nestで行われる。

2015年
- 8月5日 - 2ndミニアルバム『LIGHTNING MACHINE』（7曲入り）をリリース。8月8日からCDリリースツアー『電撃チョップ』を全国13ヶ所の会場で行う。

2016年
- 4月9日 - スペインのアリカンテで行われたジャパンカルチャーフェス「Salón del Manga de Alicante」にメインゲストとしてソロでライヴ出演。同日会場には15,000人の来場者が訪れ、特設ステージにて全13曲、1時間のライヴを行った。海外ライヴは5年ぶり、ソロライヴは7年ぶりに行ったこともあり、現地スペインの新聞では翌日大きくそのニュースが扱われた。また、アリカンテ県知事、在バルセロナ日本領事館の首席領事らと共にオープニングセレモニーにも出演した。
- 5月20日 - メンバー個々の活動により、活動を休止することがバンドの公式サイトにて発表される。

### ソロ活動再開
2016年
- 6月16日 - 北出菜奈個人の公式ホームページ「北出菜奈♡NANA KITADE Official Website」を開設。同時に北出菜奈自身が発起人となって開催するイベント『Bad Grrrls' Night Out #1』を2016年9月19日（月祝）に渋谷clubasiaで開催することを発表した。また、このイベントで7年振りとなるソロライヴを行うことや、ソロ活動を再開することも発表された。
- 9月19日 - 渋谷clubasiaで北出菜奈自身が発起人となってイベント『Bad Grrrls' Night Out #1』を開催。チケットは全て完売し、ハンドメイド・ニット・ブランド「縷縷夢兎（るるむう）」のデザイナー東佳苗が美術・演出を行ったステージで、7年振りに日本でソロライヴを行った。同日、シンガーのハナエも出演し、アンコールでは二人で北出菜奈のデビュー曲『消せない罪』を熱唱した。また、来場したファンへのお土産にと、新曲を収録したCDシングル『Bad Babe's Dreamer／Isolation』を会場限定で販売した。
- 11月11日 - かつてソロ時代にライヴを行っていた渋谷eggmanでソロ活動再開後、初のワンマンライヴを行う。
- 12月19日 - 渋谷マウントレーニアホールで、アコースティックセット「Holy Night」とロックセット「Bloody Night」という二部構成でクリスマスライヴを行う。

2017年
- 2月 - オフィシャルファンクラブ「NANA KITADE BITCH CLUB」が発足する。
- 4月26日 - 5月3日にCD発売になるソロアルバム『VIOLET BLAZE』が日本のiTunes Store限定で先行配信され、エロクトロニックチャート1位を記録。
- 5月3日 - 8年振りとなる4枚目のソロアルバム『VIOLET BLAZE』をRobert de BoronのプロデュースによりCDリリース。同日、渋谷UNDER DEER LOUNGEで招待制のリリースパーティを開催し、新曲のライブとトークショー、ベトナムのホーチミンで撮影した新曲のMV2本もお披露目した。
- 5月7日 - "ななの日"特別企画としてHMV&BOOKS TOKYOにて、MVの衣装を手掛けた東佳苗とトークショーを行う。またこの日1日限りの「NANA DIY STORE」も会場内でにオープンし、北出菜奈のハンドメイドによるピアスやストッキングを限定販売した。
- 6月3日 - 渋谷マウントレーニアホールでアルバム『VIOLET BLAZE』のリリースライヴを行う。
- 7月15日 - NIKA〈二階健〉監督による短編映画『Ātman～Battle Against Devil's Tone』（出演：マメ山田、新大久保鷹、北出菜奈、他）に出演。同日から期間限定での特別上映が行われ、トークショーにも出演する。

2018年
- 7月7日 - 「ななの日」に、シングル曲一切無しのB面ライヴ「PRINCESS OF PUNK NOT DEAD -Side B-」を渋谷にて開催。
- 8月26日 - 幕張メッセで開催された日本最大級のキャラクター&ホビーイベント『C3AFA TOKYO 2018』にて行われた『2000年代アニソンライブ』に北出菜奈 with Colorpointeで出演。
- 10月28日 - デビュー15周年記念ライヴを渋谷eggmannにて開催。同日BABY, THE STARS SHINE BRIGHTとのコラボ商品も会場限定で発売。
- 10月31日 - デビュー曲を始め、数多くの北出菜奈作品を手掛けてきた西川進プロデュース・作曲により、シングル「想い」をリリース。
- 11月2日、3日 - スペインのバルセロナで開催されたジャパンカルチャーフェス「XXIV Salón del Manga de Barcelona」に北出菜奈 with Colorpointeで出演。

## ディスコグラフィー

### シングル
※特記のない限り、作詞は本人による。
| #    | 発売日         | タイトル             | 規格品番   | 規格品番 | 備考                                                    |
| #    | 発売日         | タイトル             | 限定盤     | 通常盤   | 備考                                                    |
| ---- | -------------- | -------------------- | ---------- | -------- | ------------------------------------------------------- |
| 1st  | 2003年10月29日 | 消せない罪           |            | SECL-292 | 作曲・編曲 西川進                                       |
| 2nd  | 2004年2月4日   | 撃たれる雨           |            | SECL-303 | 作曲・編曲 西川進                                       |
| 3rd  | 2004年7月22日  | HOLD HEART           |            | SECL-307 | 作曲・編曲 本間昭光                                     |
| 4th  | 2004年11月17日 | pureness/七色        |            | SECL-133 | 作曲・編曲 本間昭光                                     |
| 5th  | 2005年6月1日   | KISS or KISS         |            | SECL-199 | 作曲・編曲 本間昭光                                     |
| 6th  | 2005年7月20日  | 悲しみのキズ         |            | SECL-205 | 作曲 山口寛雄 / 編曲 西川進                             |
| 7th  | 2006年2月8日   | SLAVE of KISS        |            | SECL-280 | 作詞 富田京子・中山加奈子 / 作曲 奥居香 / 編曲 家原正樹 |
| 8th  | 2006年10月4日  | 希望のカケラ         |            | SECL-429 | 作曲 田中秀典 / 編曲 snakyskullhead・安原兵衛           |
| 9th  | 2007年9月5日   | アントワネットブルー |            | SECL-527 | 作曲 山口寛雄 / 編曲 家原正樹                           |
| 10th | 2008年3月5日   | SUICIDES LOVE STORY  |            | SECL-599 | 作曲 安原兵衛 / 編曲 渡辺和紀                           |
| 11th | 2008年7月23日  | PUNK&BABYs           | SECL-673/4 | SECL-675 | 作曲 北出菜奈・加藤裕介                                 |
| 12th | 2009年2月4日   | 月華-tsukihana-      | SECL-737/8 | SECL-739 | 作曲 velvetronica / 編曲 根岸孝旨                       |
| 13th | 2018年10月31日 | 想い                 | FBAC-068   |          | 作曲・編曲 西川進                                       |

### フル・アルバム
| #   | 発売日        | タイトル      | 規格品番   | 規格品番 | 備考 |
| #   | 発売日        | タイトル      | 初回盤     | 通常盤   | 備考 |
| --- | ------------- | ------------- | ---------- | -------- | ---- |
| 1st | 2005年8月24日 | 18 -eighteen- |            | SECL-216 |      |
| 2nd | 2006年12月6日 | I scream      | SECL-451/3 | SECL-455 |      |
| 3rd | 2009年3月11日 | Bondage       | SECL-756/7 | SECL-758 |      |
| 4th | 2017年5月7日  | VIOLET BLAZE  |            | FBAC-022 |      |

#### ミニ・アルバム
| #   | 発売日        | タイトル                                                 | 規格品番   | 備考 |
| --- | ------------- | -------------------------------------------------------- | ---------- | ---- |
| 1st | 2006年7月12日 | Cutie Bunny 〜菜奈的ロック大作戦♡ コードネームはC.B.R.〜 | SECL-417/8 |      |
| 2nd | 2020年5月8日  | New Dawn                                                 | FBAC-111   |      |

#### ベスト・アルバム
| #   | 発売日         | タイトル            | 規格品番   | 規格品番 | 備考 |
| #   | 発売日         | タイトル            | 初回盤     | 通常盤   | 備考 |
| --- | -------------- | ------------------- | ---------- | -------- | ---- |
| 1st | 2007年11月14日 | Berry Berry SINGLES | SECL-565/6 | SECL-567 |      |

### その他
| #   | 発売日        | タイトル                          | 規格品番   | 規格品番 | 備考                                                                                   |
| #   | 発売日        | タイトル                          | 限定盤     | 通常盤   | 備考                                                                                   |
| --- | ------------- | --------------------------------- | ---------- | -------- | -------------------------------------------------------------------------------------- |
| 1st | 2003年12月3日 | 消せない罪 〜raw "breath" track〜 |            | SECL-296 | 作曲・編曲 西川進 企画リミックス盤。                                                   |
| 2nd | 2008年3月26日 | サイレン                          | SECL-635/6 | SECL-637 | 作詞 Ruby Gloom / 作曲 HIDEO タイアップ用に結成されたバンドRuby Gloom 名義のシングル。 |

### DVD
| #   | 発売日        | タイトル               | 規格品番 | 備考                                                        |
| --- | ------------- | ---------------------- | -------- | ----------------------------------------------------------- |
| 1st | 2005年12月7日 | NANA KITADE -18MOVIES- | SEBL-44  | ミュージックビデオやライブ映像、TV Spotを収録した映像作品。 |

### 参加作品
- 14プリンセス 〜PRINCESS PRINCESS CHILDREN〜（2006年3月8日）
  - 「KISS」のカバーで参加。「KISS」はシングル「SLAVE of KISS」にも収録されている。
- We Love Cyndi-Tribute to Cyndi Lauper-（2008年7月23日）
  - 「She Bop」のカバーで参加。「She Bop」はアルバム「Bondage」にもアルバムバージョンで収録されている。

## タイアップ一覧
| 曲名                 | タイアップ                                                |
| -------------------- | --------------------------------------------------------- |
| 消せない罪           | 『鋼の錬金術師』初代エンディングテーマ                    |
| 撃たれる雨           | 『JAPAN COUNTDOWN』2004年1月エンディングテーマ            |
| HOLD HEART           | 『AX MUSIC-TV』AX POWER PLAY                              |
| pureness             | 『冒険王ビィト』初代エンディングテーマ                    |
| KISS or KISS         | 日本テレビ系水曜ドラマ『anego』主題歌                     |
| KISS or KISS         | 『爆笑問題のススメ』2005年6月エンディングテーマ           |
| 悲しみのキズ         | 『鋼の錬金術師3 神を継ぐ少女』テーマソング                |
| Alice                | 全国東映系公開映画『深紅』イメージソング。                |
| 希望のカケラ         | 『出ましたっ!パワパフガールズZ』初代オープニングテーマ    |
| アントワネットブルー | 『D.Gray-man』4代目エンディングテーマ                     |
| SUICIDES LOVE STORY  | 『ペルソナ 〜トリニティ・ソウル〜』初代エンディングテーマ |
| PUNK&BABYs           | 『ランク王国』6・7月度エンディングテーマ                  |
| 月華-tsukihana-      | 『地獄少女 三鼎』オープニングテーマ                       |

## 出演（レギュラー番組）

### テレビ
- HOT WAVE（2006年4月20日 - 同年9月21日、テレ玉ほか）
- KERA-TV（2007年3月15日 - 、ミランカ）

### ラジオ
- 北出菜奈の今、何処?（2004年7月2日 - 2006年12月29日、HBCラジオ）
- HONEY BUNNY（2005年4月1日 - 2006年9月30日、FM-FUJI）
- 北出菜奈 時計台のオトナリロック（2005年7月2日 - 2006年6月24日、AIR-G'）
- 北出菜奈の夢と魔法のNanaKingdom（2006年10月5日 - 2008年9月25日、STAR digio ch.400）

## 書籍

### 連載
- CUTiE「北出菜奈のマンスリーピックアップ」（2005年12月12日 - 2006年9月12日、宝島社）
- KERA「北出菜奈の乙女心をジャックせよ!」（2006年2月16日 - 、インデックス・コミュニケーションズ）
- mantora「北出菜奈のMalice in Wonderland」（2007年8月1日 - 、漫寅堂）

## バンド

### loveless
loveless（ラブレス）は元「FEEL」のギタリストTAIZO とのユニット。海外先行でCDがリリースされるが、国内リリースはないまま2012年解散。

#### メンバー
- 北出菜奈 - ボーカル
- TAIZO （元FEEL） - ギター

##### サポート
- HIROKI（PENICILLINなどのサポート） - ベース

#### 音源
| ! タイトル | 備考                            |
| ---------- | ------------------------------- |
| 愛とHate   | ミニアルバム 海外でのリリース。 |

### THE TEENAGE KISSERS
THE TEENAGE KISSERS（ザ・ティーンエイジ・キサーズ）は、2012年に結成された日本のオルタナティヴ・ロックバンド。2016年5月活動休止。

#### メンバー
- 北出菜奈 (Vocal)
- 猫田ヒデヲ (Bass) - GOLIATH、FOX LOCO PHANTOM
- 仲田翼 (Guitars) - GOLIATH
- 小池麻衣 (Drums) - Earls Court

#### ディスコグラフィー
- 1stミニ・アルバム『PERFECTLY DIRTY』（2013年10月16日発売／KADOKAWA メディアファクトリー）
- 1stフル・アルバム『VIRGIN FIELD』（2014年7月9日発売／KADOKAWA メディアファクトリー）
- 2ndミニ・アルバム『LIGHTNING MACHINE』（2014年8月5日発売／GAZE／PCI MUSIC）